# Innerthal
Innerthal es una comuna suiza del cantón de Schwyz, situada en el distrito de March. Limita al norte con las comunas de Vorderthal y Schübelbach, al este con Glaris Norte (GL), al sur con Glaris (GL) y Muotathal, y al occidente con Unteriberg y Einsiedeln.

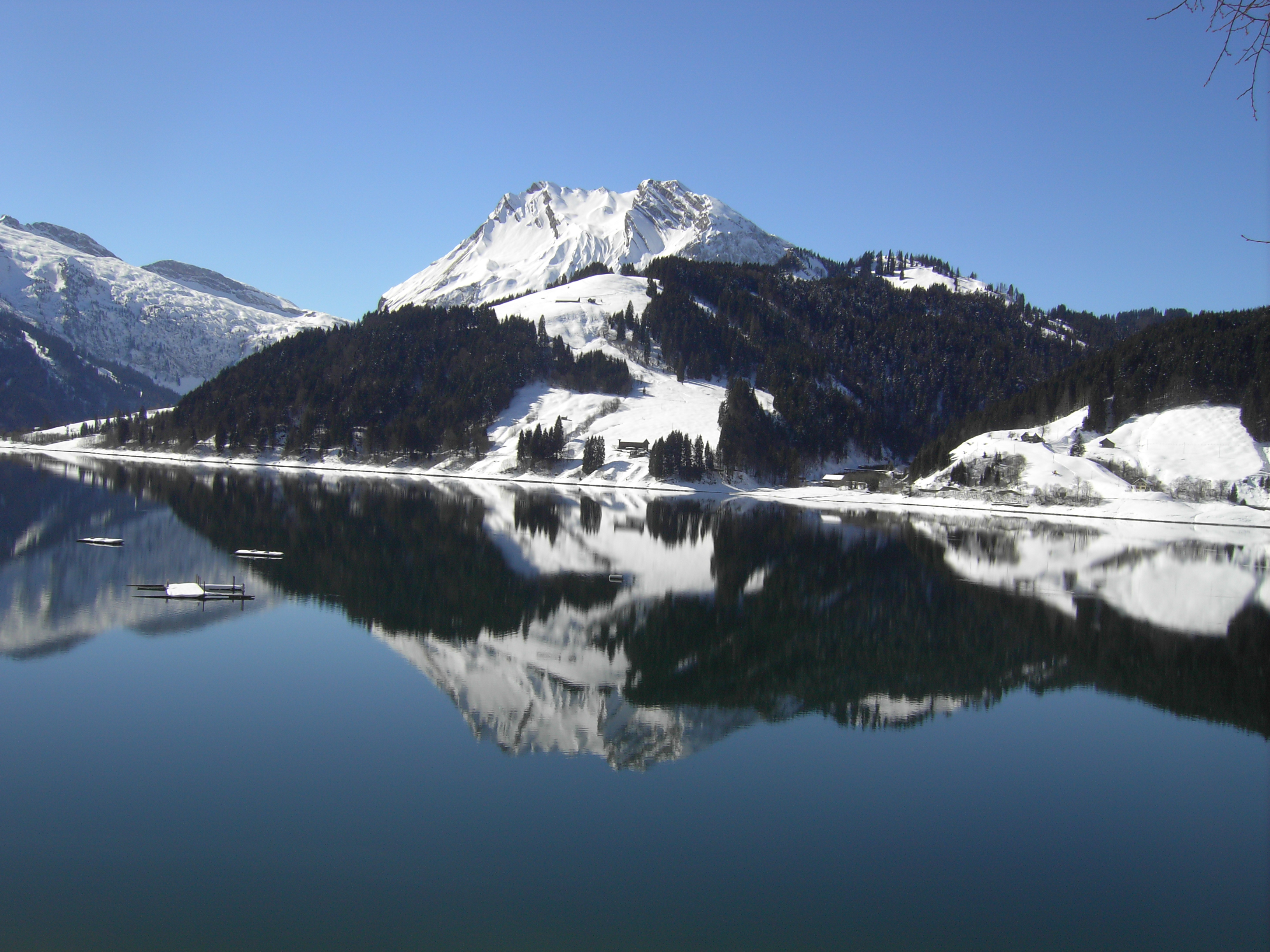
Wägitalersee.